# Her New Beau
Her New Beau é um filme de comédia dos Estados Unidos de 1913, estrelado por Mabel Normand, Fred Mace e Mack Sennett. O filme foi dirigido por Henry Lehrman, com produção de Mack Sennett.